# Tod in der Antike
Die einfachsten und ursprünglichen Grabmale und die somit älteste und verbreitetste Bestattungsart bestand im Errichten eines Erdhügels oder Steinhaufens über der Asche der Verstorbenen. Von solchen Grabmälern berichteten das Buch Josua wie auch Homer und Vergil.

## Tod in der Frühgeschichte
Die Juden hatten zunächst keine besonders festgelegten Bestattungsplätze. Diese errichteten sie an Landstraßen, in  Gärten und auf Bergen. Abraham wurde mit Sarah in der Höhle von Machpela in Efron beigesetzt, Usia, der König von Juda, entschlief mit seinen Vätern, und sie begruben ihn bei seinen Vätern im Acker bei dem Begräbnis der Könige; denn sie sprachen: Er ist aussätzig.
Die alten Griechen wurden ursprünglich an einem eigens für diesen Zweck bestimmten Platz im eigenen Haus begraben. Die Toten galten als rituell unrein und so wurden später Friedhöfe in Wüstengebieten und an den Stadträndern angelegt.

## Tod in der Antike

### Tod in der antiken Mythologie
Römer und Griechen hatten vom Leben nach dem Tod dieselbe Vorstellung. Die Seele des Verstorbenen musste den Fluss Styx überqueren, um in die Unterwelt zu gelangen. Das Totenreich Hades konnte man durch Beförderung durch Charon, den Fährmann der Toten, erreichen. Als Entgelt für Charon legten die Menschen den Toten eine geringwertige Münze, den Obolus in den Mund oder auch auf die Augen.

### Antikes Bestattungsbrauchtum
Im Römischen Reich wurde der pater familias, der älteste überlebende Mann des Haushalts, zum Totenbett gerufen, wo er den letzten Atemzug des Sterbenden einzuatmen versuchte.
Für die Hinterbliebenen war es Aufgabe und Pflicht, die Verstorbenen zu begraben. Dabei war es aber Wunsch und Gesetz, dies außerhalb der Stadt zu tun. Reiche Römer bauten ihre Gräber entlang viel befahrener Straßen. Sie wurden in kunstvollen Stein- oder Marmorsärgen bestattet (Sarkophage). Die Grabmale waren oft mit Mauern und Bäumen umgeben. Die Römer errichteten im Allgemeinen zu Lebzeiten die Gräber für sich selbst. Daher erscheinen in alten Inschriften Worte wie V.F. Vivus Facit, V.S.P. Vivus Sibi Posuit. Gewöhnliche Gräber waren einfache Grabstellen im Boden und wurden hypogea genannt.
Die Römer konservierten ihre Toten nicht. Sie verbrannten die Leichen zumeist auf einem Scheiterhaufen. Mitverbrannt wurden häufig Dinge, die dem Toten im Jenseits nützen sollten.
Nach der Einäscherung des Leichnams füllten sie die Überreste in eine Urne aus Glas, Marmor oder Ton. Die Urne wurde dann in einem columbarium (wörtlich „Taubenschlag“, wegen des Aussehens) aufbewahrt, einer Grabkammer mit Wandnischen für Urnen. Später war die Verbrennung bzw. das Begräbnis innerhalb der Städte aus religiösen wie auch zivilen Erwägungen untersagt, damit die Priester nicht durch das Berühren eines Toten verunreinigt und die Häuser nicht durch die Verbrennungen gefährdet würden.
Die Bestattung einer bedeutenden Persönlichkeit konnte zu einem Spektakel werden. Sie wurde von berufsmäßigen Bestattern, den libitinarii, organisiert und durchgeführt. Nach Reden auf dem Forum führte die Familie eine lange Prozession an. Von den Bestattern angestellte Schauspieler, Tänzer, berufsmäßige Klageweiber, eine Kapelle und Leute, die Wachsmasken der berühmten Vorfahren des Toten trugen, begleiteten die Leiche zum Friedhof. Das Recht, diese Masken in der Öffentlichkeit zu tragen, wurde schließlich auf die Familien eingeschränkt, die der Magistrat für genügend würdig hielt.
Neun Tage nach der Beseitigung des Leichnams durch Beerdigung oder Verbrennung wurde das Fest cena novendialis gefeiert und eine Libation über Grab oder Asche vergossen. Während dieser Neun-Tage-Periode galt das Haus als unrein, funesta, man hängte Eiben- oder Zypressenzweige zur Abwehr böser Geister auf. Am Ende der Periode wurde das Haus gefegt, um es vom Geist des Toten zu reinigen.
Einige römische Feiertage dienten dem Gedenken der Verstorbenen einer Familie, wie die Parentalia vom 13. bis zum 21. Februar sowie die Lemuria (9., 11. und 13. Mai), in denen der pater familias die Geister (Laren) mit einem Bohnenopfer zu beschwichtigen versuchte.

## Tod in der antiken Philosophie
Epikur äußerte: „Mit dem Tod habe ich nichts zu schaffen. Bin ich, ist er nicht. Ist er, bin ich nicht.“ Platon hingegen sah den Tod anders auf sich zukommen. Auch das Philosophieren stand für ihn in unmittelbarer Beziehung zum Tod. Für Platon strebten die wirklichen Philosophen nach dem Tod – in übertragenem Sinn:  nicht, dass sie möglichst schnell aus dem Leben scheiden wollten, sondern in der Art, es zu führen. Allgemein verstand Platon unter dem Tod die Trennung von Leib und Seele. Dies strebt ein wahrer Philosoph schon weitgehend im diesseitigen Leben an. Er sucht die reine Erkenntnis; der Körper jedoch steht ihm dabei eher im Wege. 
Platon verstand das Todesverlangen der Weisheitsliebenden aber nicht nur tendenziell-metaphorisch, sondern bezog es auch auf den wirklichen Tod. Ist der Philosoph tatsächlich gestorben, kann seine Seele, die er im Leben nur unvollkommen vom negativen Einfluss des Körpers hatte fernhalten können, ganz unbeeinträchtigt denken. 
Im Gegensatz zu Platon sah Epikur im Tod den Verlust aller Wahrnehmung und das Ende jeglicher Existenz. Die Einsicht, dass jeder Mensch die „ataraxia“ – einen Zustand der seelischen Ausgeglichenheit – anstrebe, bildete den Ausgangspunkt der epikureischen Philosophie. Philosophieren hieß, sich um die Gesundheit der Seele zu kümmern. 
Wisse man, dass es nach dem Tode keine Bestrafung für das gibt, was man im Leben getan habe, und es sinnlos wäre, auf etwas zu verzichten, um in einem Jenseits ein besseres Leben zu haben, bedeute dies, dass man keine Angst vor dem Tod haben muss. Epikur sah philosophische Erkenntnis darin, zu beweisen, dass es keine Unsterblichkeit gebe: nach seiner Lehre befinden sich im Leib mit Vernunft begabte Seelenatome, die sich – wie die Atome des Leibes – zerstreuen. Deshalb lebe auch die Seele nicht weiter. 
Andererseits findet nüchterne philosophische Überlegung heraus, wie man ein „lustvolles“ Leben führen kann. Das bedeute, sich die richtigen Zwecke zu setzen, um letztlich Übel zu meiden und glücklich zu sein. Dazu sei z. B. eine Einteilung der Begierden hilfreich oder die Einsicht, dass Selbstgenügsamkeit vernünftig ist, weil luxuriöse Gegenstände der Lust nicht immer leicht zu beschaffen sind. Fehlen sie, und man sieht sich nicht im Stande, mit Wasser und Brot vorliebzunehmen, hat das lustvolle Leben wieder ein Ende.